# Ketlen Vieira
Ketlen Vieira (Manaus, 26 agosto 1991) è una lottatrice di arti marziali miste brasiliana. 
Attualmente combatte nella divisione dei pesi gallo per la promozione UFC. In precedenza ha militato nelle organizzazioni Mr. Cage e Big Way.
Per i ranking ufficiali dell'UFC è la contendente numero 6 nella divisione dei pesi gallo.

## Carriera nelle arti marziali miste

### Ultimate Fighting Championship
Compie il suo debutto per la Ultimate Fighting Championship il 1º ottobre 2016, a UFC Fight Night 96, sconfiggendo Kelly Faszholz tramite decisione non unanime al termine di tre riprese.
Il 15 aprile 2017 affronta Ashlee Evans-Smith a UFC on Fox 24, trionfando via decisione unanime dopo tre round.
Il 29 luglio seguente avrebbe dovuto combattere Sara McMann a UFC 214, ma per motivi di promozione la sfida viene spostata al 9 settembre in occasione di UFC 215. Dopo essersi trovata in difficoltà nelle fasi iniziali del match, la brasiliana si impone via triangolo di braccio al secondo round.

## Risultati nelle arti marziali miste
| Risultato | Record | Avversario             | Metodo                               | Evento                              | Data              | Round | Tempo | Città                    | Note                                                            |
| --------- | ------ | ---------------------- | ------------------------------------ | ----------------------------------- | ----------------- | ----- | ----- | ------------------------ | --------------------------------------------------------------- |
| Vittoria  | 12-2   | Miesha Tate            | Decisione (unanime)                  | UFC Fight Night: Vieira vs. Tate    | 20 novembre 2021  | 5     | 5:00  | Las Vegas, Stati Uniti   |                                                                 |
| Sconfitta | 11-2   | Yana Kunitskaya        | Decisione (unanime)                  | UFC Fight Night: Blaydes vs. Lewis  | 20 febbraio 2021  | 3     | 5:00  | Las Vegas, Stati Uniti   | Incontro catchweight (138 lbs). Vieira mancò il taglio del peso |
| Vittoria  | 11-1   | Sijara Eubanks         | Decisione (unanime)                  | UFC 253: Adesanya vs. Costa         | 27 settembre 2020 | 3     | 5:00  | Abu Dhabi, Emirati Arabi |                                                                 |
| Sconfitta | 10-1   | Irene Aldana           | KO (pugni)                           | UFC 245: Usman vs. Covington        | 14 dicembre 2019  | 1     | 4:51  | Las Vegas, Stati Uniti   |                                                                 |
| Vittoria  | 10-0   | Cat Zingano            | Decisione (non unanime)              | UFC 222: Cyborg vs. Kunitskaya      | 3 marzo 2018      | 3     | 5:00  | Las Vegas, Stati Uniti   |                                                                 |
| Vittoria  | 9-0    | Sara McMann            | Sottomissione (triangolo di braccio) | UFC 215: Nunes vs. Shevchenko 2     | 9 settembre 2017  | 2     | 4:16  | Edmonton, Canada         |                                                                 |
| Vittoria  | 8-0    | Ashlee Evans-Smith     | Decisione (unanime)                  | UFC on Fox: Johnson vs. Reis        | 15 aprile 2017    | 3     | 5:00  | Kansas City, Stati Uniti |                                                                 |
| Vittoria  | 7-0    | Kelly Faszholz         | Decisione (non unanime)              | UFC Fight Night: Lineker vs. Dodson | 1º ottobre 2016   | 3     | 5:00  | Portland, Stati Uniti    | Debutto in UFC                                                  |
| Vittoria  | 6-0    | Estefani Almeida       | Decisione (unanime)                  | Big Way Fight Night 9               | 20 febbraio 2016  | 3     | 5:00  | Manaus, Brasile          | Vince il titolo pesi gallo Big Way                              |
| Vittoria  | 5-0    | Jessica Maciel         | TKO (pugni)                          | Mr. Cage 20                         | 17 dicembre 2015  | 1     | 3:20  | Manaus, Brasile          | Difende il titolo pesi gallo Mr. Cage                           |
| Vittoria  | 4-0    | Laet Ferreira          | Sottomissione (rear-naked choke)     | Big Way Fight Night 1               | 12 settembre 2015 | 1     | 2:22  | Manaus, Brasile          |                                                                 |
| Vittoria  | 3-0    | Monique Bastos         | Sottomissione (rear-naked choke)     | Mr. Cage 16                         | 12 marzo 2015     | 1     | 4:07  | Manaus, Brasile          | Difende il titolo pesi gallo Mr. Cage                           |
| Vittoria  | 2-0    | Kenya Miranda da Silva | Sottomissione (kimura)               | Mr. Cage 14                         | 13 novembre 2014  | 2     | N/A   | Manaus, Brasile          | Vince il titolo pesi gallo Mr. Cage                             |
| Vittoria  | 1-0    | Juliana Leite          | TKO (pugni)                          | Circuito de Lutas: Fight Night 4    | 2 ottobre 2014    | 1     | 1:36  | San Paolo, Brasile       |                                                                 |